# Arunachal Pradesh
L'Arunachal Pradesh (hindi:अरुणाचल प्रदेश Aruṇācal Pradeś; cinese: 藏南 Zangnan) è uno Stato dell'India, situato nell'India nordorientale, l'estremo nord-est del paese. Il capoluogo è la città di Itanagar.
Lo stato confina a nord con la Cina, a est e a sud-est con la Birmania, a sud con gli stati federati del Nagaland e l'Assam ed a ovest con il regno del Bhutan.
Gran parte del territorio dello stato è rivendicato dalla Cina in quanto parte del Tibet meridionale, non riconoscendo l'accordo di Simla stipulato nel 1914 fra India e Tibet.

## Nome
Essendo il più orientale fra tutti gli stati indiani, gli fu assegnato un nome d'uopo, infatti arunachal in sanscrito significa “terra dalle montagne illuminate dall'alba”. Pradesh significa semplicemente "stato".

## Storia

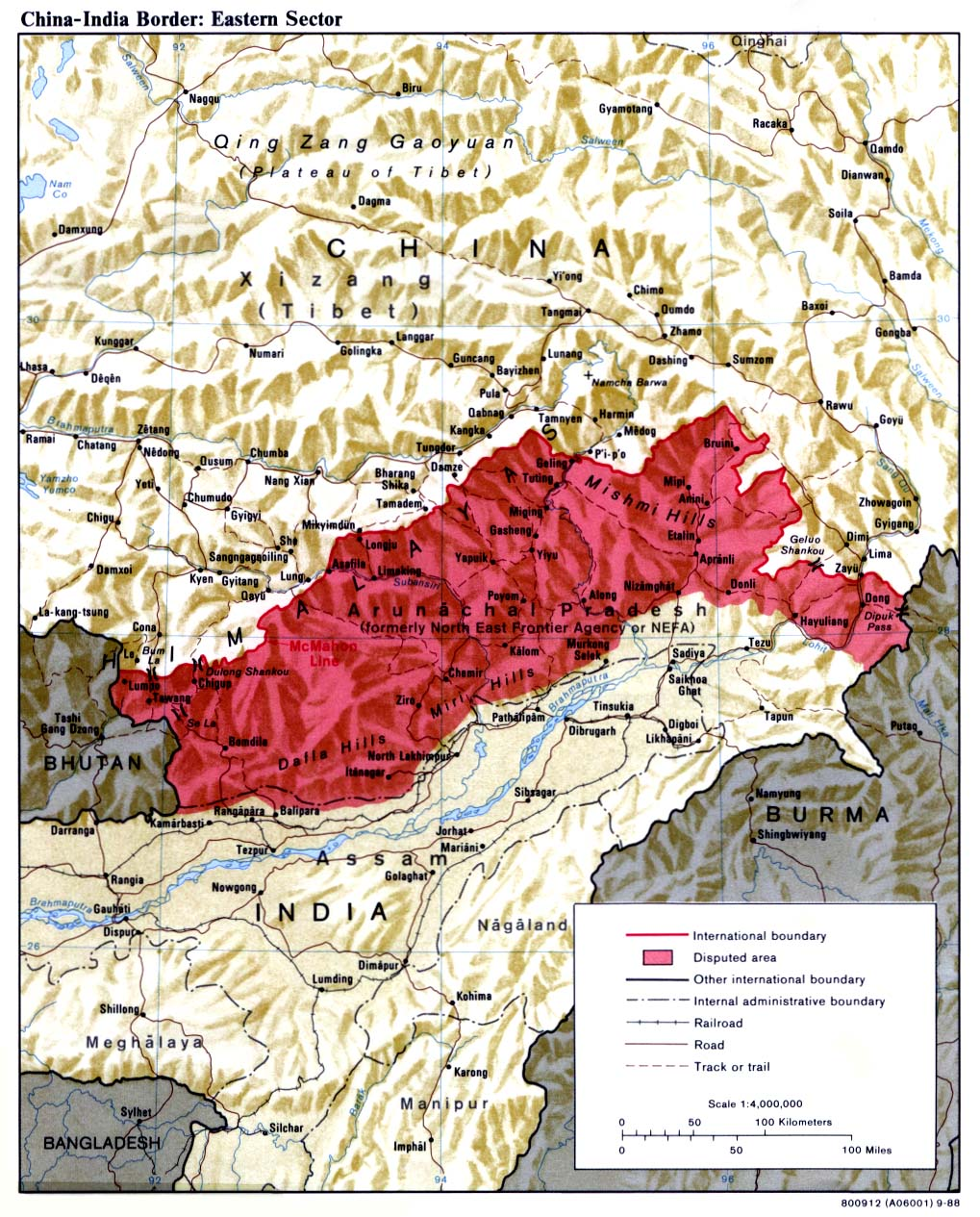
Mappa dell'area disputata tra India e Cina

La regione fu colonizzata da popolazioni tribali tibetane in tempi preistorici e successivamente da popoli di lingue tibeto-birmane e tai. La regione venne smembrata e posta sotto il controllo del Tibet, del Bhutan e dell'Assam. La dinastia Ahom dell'Assam ebbe una politica di non interferenza con le popolazioni tribali. Quando gli inglesi presero il controllo della regione nel 1858, adottarono la stessa politica di non interferenza negli affari tribali e la regione venne amministrata dalla North East Frontier Agency dell'Assam.
Dal 1913 al 1914 il rappresentante dell'amministrazione britannica Henry MacMahon fece tracciare la Linea McMahon, che definiva il confine tra l'India britannica e la Cina. I cinesi non accettarono la linea di confine ed i britannici pubblicarono la prima mappa che riportava la linea MacMahon come confine solo nel 1937. A seguito dell'indipendenza dell'India la linea di MacMahon venne adottata unilateralmente dall'India come confine nel 1950. Il problema della linea di confine portò allo scoppio della guerra tra India e Cina del 1962.
La regione venne amministrata dalla North East Frontier Agency fino al 1972, quando divenne un territorio dell'Unione Indiana. Lo stato dell'Arunachal Pradesh è stato proclamato nel dicembre del 1986. Ad oggi la questione della sovranità sulla regione non è ancora risolta e i cinesi chiamano la regione contesa Zangnan (Tibet meridionale).

## Geografia
Il territorio è prevalentemente montuoso essendo in larga parte costituito dalle propaggini meridionali della catena dell'Himalaya e digrada da nord a sud e da est a ovest. Nell'area centro-settentrionale si elevano le Mishimi Hills. Il fiume principale è il Brahmaputra che scorre da nord a sud nell'area centrale. Nelle Mishimi Hills ha origine il fiume Dibang che scorre verso sud verso la valle del Brahmaputra. Nell'area orientale scorre il fiume Lobit dapprima verso sud poi verso la foce nel Brahmaputra a occidente. Il maggiore fiume dell'area occidentale è il Subansiri che scorre verso la valle del Brahmaputra.

## Società

### Evoluzione demografica

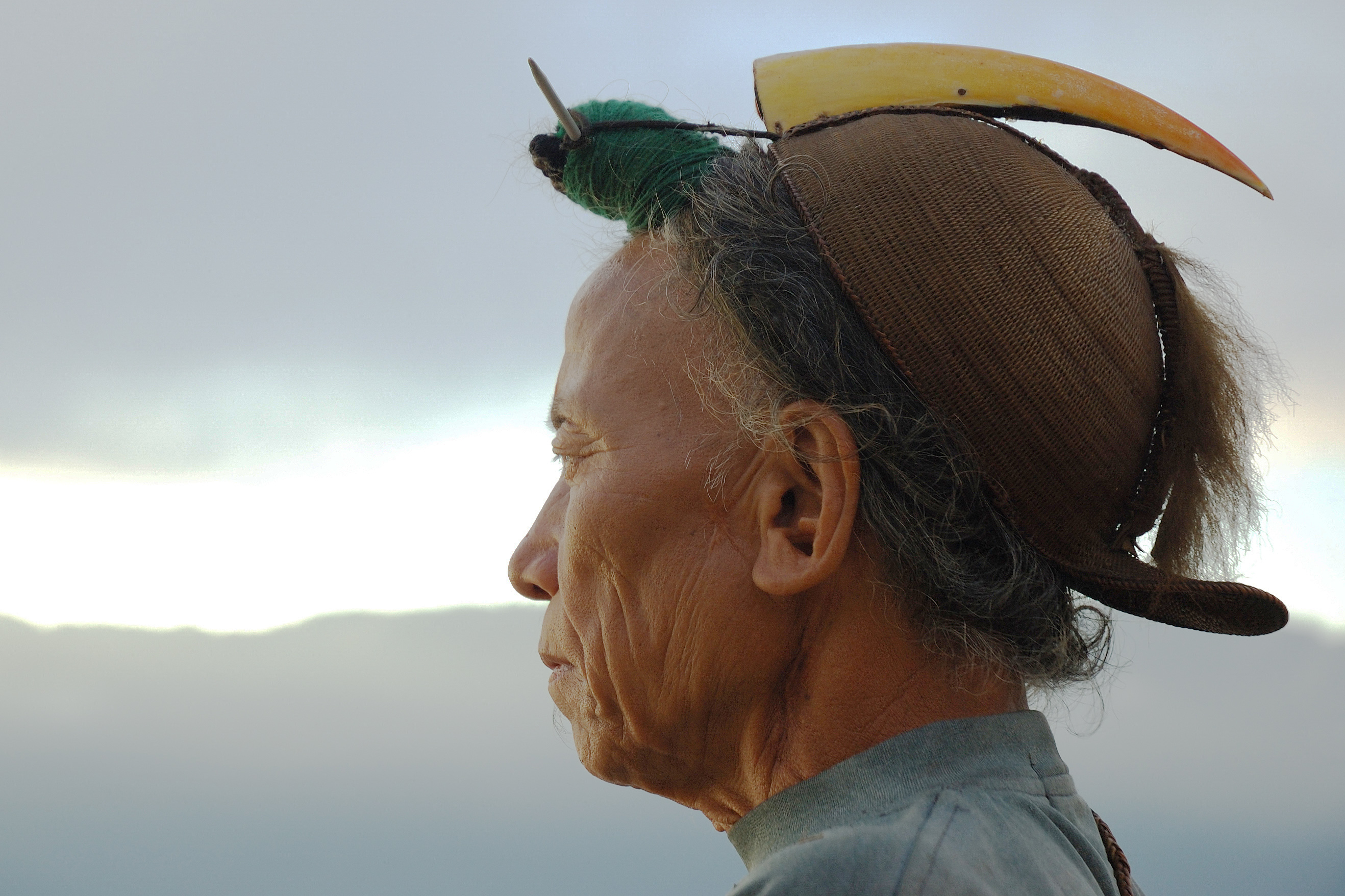
Un uomo della tribù Nishi con il suo copricapo tradizionale

#### Etnie e minoranze straniere
La popolazione dello Stato è divisa in 82 etnie. I gruppi tribali costituiscono circa il 65% della popolazione e le etnie più popolose sono quelle dei tibetani, dei birmani e degli ahom. Circa il 35% della popolazione è composta da popolazioni immigrate dagli Stati indiani meridionali.

#### Religione
Secondo il censimento del 2011, circa il 29% degli abitanti praticano l'induismo, circa il 12% il buddismo e circa il 30% il cristianesimo, mentre un altro 26% ricade nella categoria "altre religioni" (prevalentemente l'animismo); all'islam aderisce circa il 2% degli abitanti.
I cristiani sono in maggioranza battisti: è in rapida crescita la Chiesa cattolica, con una media di circa 10.000 battesimi di adulti all'anno.. Ci sono tre diocesi cattoliche (Itanagar, Miao e Tezpur, quest'ultima solo in parte).

## Ordinamento interno

### Suddivisioni amministrative

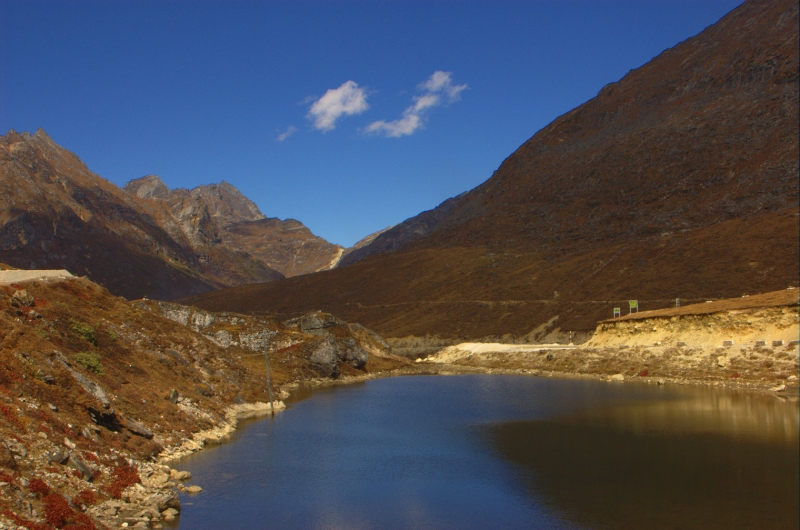
Uno dei laghi di Sela nel distretto di Tawang.

Lo stato è diviso in 20 distretti amministrativi (dato del 2017):
| Codice | Distretto              | Capoluogo | Popolazione (2011) | Sup. (km²) | Densità (/km²) |
| ------ | ---------------------- | --------- | ------------------ | ---------- | -------------- |
| TA     | Tawang                 | Tawang    | 49 977             | 2 085      | 19             |
| WK     | Kameng Occidentale     | Bomdila   | 83 947             | 7 422      | 10             |
| EK     | Kameng Orientale       | Seppa     | 78 690             | 4 134      | 14             |
| PA     | Papum Pare             | Yupia     | 176 573            | 2 875      | 42             |
|        | Kurung Kumey           | Koloriang | 92 076             | 8 818      | 10             |
|        | Kra Daadi              | Jamin     |                    |            |                |
| LB     | Basso Subansiri        | Ziro      | 83 030             | 3 460      | 24             |
| UB     | Alto Subansiri         | Daporijo  | 83 448             | 7 032      | 8              |
| WS     | Siang Occidentale      | Along     | 112 274            | 8 325      | 12             |
| ES     | Siang Orientale        | Pasighat  | 99 214             | 4 005      | 22             |
|        | Siang                  | Pangin    |                    |            |                |
| US     | Alto Siang             | Yingkiong | 35 320             | 6 188      | 5              |
| UD     | Bassa Valle del Dibang | Roing     | 54 080             | 3 900      | 14             |
|        | Valle del Dibang       | Anini     | 8 004              | 9 129      | 1              |
| AJ     | Anjaw                  | Hawai     | 21 167             | 6 190      | 3              |
| EL     | Lohit                  | Tezu      | 145 726            | 2 402      | 13             |
|        | Namsai                 | Namsai    |                    |            |                |
| CH     | Changlang              | Changlang | 148 226            | 4 662      | 27             |
| TI     | Tirap                  | Khonsa    | 111 975            | 2 362      | 42             |
| LD     | Longding               | Longding  | [ 5 ]              | [ 5 ]      | [ 5 ]          |

### Città principali

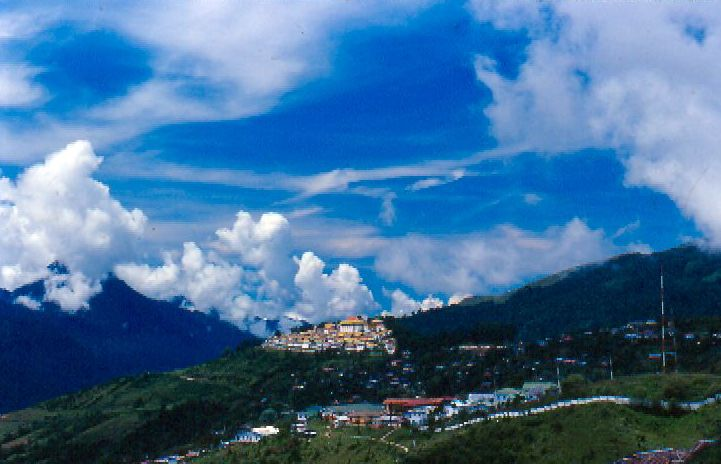
La città di Tawang presso il confine con il Bhutan con sullo sfondo il monastero omonimo del XVII secolo

| Città      | Popolazione |
| ---------- | ----------- |
| Itanagar   | 59 490      |
| Naharlagun | 36 158      |
| Pasighat   | 24 656      |
| Along      | 20 684      |
| Seppa      | 18 350      |
| Tezu       | 18 184      |
| Namsai     | 14 246      |
| Daporijo   | 13 405      |
| Ziro       | 12 860      |
| Roing      | 11 389      |

## Ambiente
La superficie complessiva delle aree sottoposte a tutela ambientale è pari a 9.488,48 km²
Nello stato di Arunachal Pradesh si trovano due parchi nazionali:
- Parco nazionale di Mouling
- Parco nazionale di Namdapha

Il parco nazionale di Mouling è racchiuso dentro la Riserva della biosfera di Dihang-Dibang che comprende anche il Dibang Wildlife Sanctuary.
Altre aree protette dello stato sono:
- Talle Wildlife Sanctuary
- Eagle Nest Wildlife Sanctuary
- Sessa Orchid Sanctuary
- Pakke Wildlife Sanctuary
- Dibang Wildlife Sanctuary
- Kamlang Wildlife Sanctuary
- Itanagar Wildlife Sanctuary